# Diamdiara
Diamdiara est une localité située dans le département de Bilanga de la province de la Gnagna dans la région Est au Burkina Faso.

## Géographie
Diamdiara se trouve à environ 13 km à l'ouest de Bilanga-Yanga.

## Santé et éducation
Le centre de soins le plus proche de Diamdiara est le centre de santé et de promotion sociale (CSPS) de Bilanga-Yanga.
Le village possède une école primaire publique.